# محوطه سرای خرمن بن
محوطه سرای خرمن بن مربوط به دوران‌های تاریخی پس از اسلام است و در شهرستان رودسر، بخش رحیم آباد، روستای کیکاووس واقع شده و این اثر در تاریخ ۲ بهمن ۱۳۸۲ با شمارهٔ ثبت ۱۰۷۴۰ به‌عنوان یکی از آثار ملی ایران به ثبت رسیده‌است.